# 伊辽高速公路
伊辽高速公路，是吉林省伊通县至辽源市的一条高速公路，起自长营高速公路伊通县城南处，经伊通县西苇镇、东辽县金洲乡，终点辽源市北环城线和仙城大街连接处。主线于2022年7月升级为国家高速公路，全长47.64公里，设计速度100 km/h，双向四车道，路基宽26米。

## 历史
其中辽源境内长26.17公里，总投资14.7亿元。2006年开工。2009年9月26日通车。